# Pedro Junqueira
Pedro Junqueira de Oliveira, meglio noto come Pedro Junqueira o semplicemente come Pedrinho (Nerópolis, 23 marzo 2004), è un calciatore brasiliano, attaccante del Goiás.

## Carriera
Cresciuto nel settore giovanile del Goiás, ha esordito in prima squadra il 28 maggio 2022, disputando l'incontro del Brasileirão pareggiato per 1-1 contro il RB Bragantino.

## Statistiche

### Presenze e reti nei club
Statistiche aggiornate al 27 giugno 2022.
| Stagione        | Squadra         | Campionato      | Campionato | Campionato | Coppe nazionali | Coppe nazionali | Coppe nazionali | Coppe continentali | Coppe continentali | Coppe continentali | Altre coppe | Altre coppe | Altre coppe | Totale | Totale |
| Stagione        | Squadra         | Comp            | Pres       | Reti       | Comp            | Pres            | Reti            | Comp               | Pres               | Reti               | Comp        | Pres        | Reti        | Pres   | Reti   |
| --------------- | --------------- | --------------- | ---------- | ---------- | --------------- | --------------- | --------------- | ------------------ | ------------------ | ------------------ | ----------- | ----------- | ----------- | ------ | ------ |
| 2022            | Goiás           | PD/GO+A         | 0+6        | 0          | CB              | 0               | 0               |                    | -                  | -                  |             | -           | -           | 6      | 0      |
| Totale carriera | Totale carriera | Totale carriera | 6          | 0          |                 | 0               | 0               |                    | -                  | -                  |             | -           | -           | 6      | 0      |